# Problema de Monty Hall
El problema de Monty Hall o paradoja de Monty Hall es un problema matemático de probabilidad basado en el concurso televisivo estadounidense Trato hecho (Let's Make a Deal). El problema fue planteado y resuelto por el matématico Steve Selvin, en la revista American Statistician en 1975 y posteriormente popularizado por Marilyn vos Savant en Parade Magazine en 1990. El problema fue bautizado con el nombre del presentador de dicho concurso, Monty Hall.

## La premisa
El concursante debe elegir una puerta entre tres (todas cerradas); el premio consiste en llevarse lo que se encuentra detrás de la elegida. Se sabe con certeza que tras una de ellas se oculta un coche, y tras las otras dos hay cabras. Una vez que el concursante haya elegido una puerta y comunicado su elección a los presentes, el presentador, que sabe lo que hay detrás de cada puerta, abrirá una de las otras dos, en la que habrá una cabra. A continuación, le da la opción al concursante de cambiar, si lo desea, de puerta (tiene dos opciones). ¿Debe el concursante mantener su elección original o escoger la otra puerta? ¿Hay alguna diferencia?
Esa pregunta generó un intenso debate. Como la respuesta correcta parece contradecir la intuición, es una paradoja. 

### La premisa original
A continuación se expone el enunciado más famoso del problema, extraído de una carta  de Craig F. Whitaker a la columna de Marilyn vos Savant en Parade Magazine en 1990 (como la citan Bohl, Liberatore y Nydick).
Supón que estás en un concurso, y se te ofrece escoger entre tres puertas: detrás de una de ellas hay un coche, y detrás de las otras, cabras. Escoges una puerta, digamos la nº1, y el presentador, que sabe lo que hay detrás de las puertas, abre otra, digamos la nº3, que contiene una cabra. Entonces te pregunta: "¿No prefieres escoger la nº2?". ¿Es mejor para ti cambiar tu elección?
En la carta posterior de Selvin a American Statistician (agosto de 1975) aparece la que parece ser la primera mención del término "problema de Monty Hall".
Un problema análogo denominado "problema de los tres prisioneros" apareció en la columna Mathematical Games, de Martin Gardner, en 1959. La versión de Gardner hace el proceso de elección explícito, evitando las suposiciones de la versión original.
La manera más intuitiva de visualizar la mejor estrategia es teniendo en cuenta que tienes 2/3 de probabilidad de elegir una cabra y luego el presentador te desvela dónde está la otra. Por descarte, lo más probable es que el coche esté en la puerta restante y, en concreto, con 2/3 de probabilidad.

### La premisa completa
Se ofrece un concurso cuya mecánica es la siguiente:
- Al concursante se le ofrece la posibilidad de escoger una entre tres puertas. Tras una de ellas se encuentra un coche, y tras las otras dos hay cabras. El concursante gana el premio que se oculta detrás de la puerta que escoja.
- Después de que el concursante escoja una puerta, el presentador abre una de las otras dos puertas, mostrando una cabra. Siempre puede hacerlo, ya que incluso si el concursante ha escogido una cabra, queda otra entre las puertas que ha descartado y el presentador conoce lo que hay detrás de cada puerta.
- Entonces, ofrece al concursante la posibilidad de cambiar su elección inicial y escoger la otra puerta que descartó originalmente, que continúa cerrada.

La pregunta oportuna es: ¿debe hacerlo o no?

## La solución

### Suposiciones iniciales
Esta solución se basa en tres suposiciones básicas: 
- que el presentador siempre abre una puerta,
- que tras la que el presentador ha abierto siempre hay una cabra, puesto que conoce lo que hay detrás de cada puerta,
- que el presentador la escoge entre las dos restantes después de que el concursante haya escogido la suya.

### Un estudio probabilístico
La probabilidad de que el concursante escoja en su primera oportunidad la puerta que oculta el coche es de 1/3, por lo que la probabilidad de que el coche se encuentre en una de las puertas que no ha escogido es de 2/3. ¿Qué cambia cuando el presentador muestra una cabra tras una de las otras dos puertas?
Una suposición errónea es que, una vez que sólo queden dos puertas, ambas tienen la misma probabilidad (es 1/2) de tener el coche. Es errónea ya que el presentador abre la puerta después de la elección del jugador. Esto es, la elección del jugador afecta a la puerta que abre el presentador. No es un suceso aleatorio ni inconexo.
Si el jugador escoge en su primera opción la puerta que tiene el coche (con una probabilidad de 1/3), entonces el presentador puede abrir cualquiera de las otras dos puertas. Además, el jugador pierde el coche si cambia cuando se le ofrece la oportunidad, puesto que había acertado.
Pero, si el jugador escoge una cabra en su primera opción (con una probabilidad de 2/3), el presentador sólo tiene la opción de abrir una puerta, y esta es la única puerta restante que contiene una cabra. En ese caso, la puerta restante tiene que contener el coche, por lo que cambiando lo gana, puesto que había elegido cabra en primera opción.
En resumen, si mantiene su elección original gana si escogió originalmente el coche (con probabilidad de 1/3), mientras que si cambia, gana si escogió originalmente una de las dos cabras (con probabilidad de 2/3). Por lo tanto, el concursante debe cambiar su elección si quiere maximizar la probabilidad de ganar el coche.
| Detrás de la puerta 1 | Detrás de la puerta 2 | Detrás de la puerta 3 | Resultado si se mantiene la selección de la puerta 1 | Resultado si se cambia de puerta |
| --------------------- | --------------------- | --------------------- | ---------------------------------------------------- | -------------------------------- |
| Cabra                 | Cabra                 | Coche                 | Ganar una cabra                                      | Ganar un coche                   |
| Cabra                 | Coche                 | Cabra                 | Ganar una cabra                                      | Ganar un coche                   |
| Coche                 | Cabra                 | Cabra                 | Ganar un coche                                       | Ganar una cabra                  |

#### Planteamiento matemático
Sea X:({\displaystyle \Omega }, P) → {1,2,3} la puerta aleatoria detrás de la cual se encuentra el coche. Sea Y:({\displaystyle \Omega }, P) → {1,2,3} la puerta que escoge aleatoriamente el candidato. Las variables aleatorias X e Y son estocásticamente independientes. Sea M: ({\displaystyle \Omega }, P) → {cabra, coche} lo que se encuentra detrás de la puerta que el moderador escoge (entre las que aún no se han abierto y siempre una cabra). Se cumple entonces [M=cabra] con probabilidad 1 (o siempre), es decir: P[M=cabra] = 1. La probabilidad de que el candidato se lleve el coche bajo el supuesto de que él no cambia de puerta es entonces P[X=Y|M=cabra] = P[X=Y]/P[M=cabra] = (1/3)/1 = 1/3. Por otro lado, la probabilidad de que el candidato se lleve el coche bajo el supuesto de que él cambia de puerta es entonces: P[X≠Y|M=cabra] = 1 - P[X=Y] = 2/3. Esta es la solución correcta.
Una "solución" incorrecta se obtiene de la siguiente interpretación: Si, por otro lado, el presentador escoge de manera aleatoria y uniforme entre las puertas que aún no se han abierto, entonces la probabilidad de que el candidato se lleve el coche (dado que él no cambia de puerta) es P[X=Y|M=cabra]=P[X=Y]/P[M=cabra]=P[X=Y]/(P[M=cabra|X=Y]P[X=Y] + P[M=cabra|X≠Y]P[X≠Y])=(1/3)/(1/3 + (1/2)*(2/3)) = 1/2. Por lo tanto, 0,5 es la probabilidad de que el candidato se lleve el coche (dado que él cambia de puerta), pero esta respuesta no es aplicable a nuestro problema.
Otra forma para ver el planteamiento es la siguiente:
Definimos los eventos 
A: El concursante elige la puerta con el premio antes de cambiar de opción y;
B: El concursante elige la puerta con el premio después de cambiar de opción. 
Entonces aplicando el teorema de Probabilidad Total, tenemos:
P[B]=P[BA]+P[BÂ]=P[B|A]P[A]+P[B|Â]P[Â]=(0)(1/3)+(1)(2/3)= 2/3 (en donde Â representa al complemento de A).
P[B|A]=0, puesto que son eventos mutuamente excluyentes.
P[A]=1/3, debido a que desde el inicio elige una puerta de tres y todas son equiprobables.
P[B|Â]=1, es porque si eligió la puerta incorrecta desde el principio y posteriormente realiza el cambio, siempre ganará.
P[Â]=2/3, porque P[Â]=1-P[A]=1-1/3=2/3.

### Explicación
Lo que muestra el presentador no afecta a la elección original; solo a la otra puerta no escogida. La elección inicial no podía ser revelada, independientemente de su contenido; en cambio la otra podría haber sido eliminada en caso de que no fuera la correcta. Una vez que se abre una puerta y se muestra la cabra, esa puerta tiene una probabilidad igual a 0 de contener un coche, por lo que deja de tenerse en cuenta. Si el conjunto de dos puertas tenía una probabilidad de 2/3 de contener el coche, entonces, si una tiene una probabilidad de 0, la otra debe tener una probabilidad de 2/3. La elección consiste en preguntarle si prefiere seguir con su puerta original o escoger las otras dos puertas. La probabilidad de 2/3 se traspasa a la otra puerta no escogida (en lugar de dividirse entre las dos puertas restantes de modo que ambas tengan una probabilidad de 1/2) porque en ningún caso puede el presentador abrir la puerta escogida inicialmente. Si el presentador escogiese al azar y abriese una de las dos puertas con cabras (siendo una de estas posiblemente la del concursante), y luego diese de nuevo una posibilidad de elegir entre las demás, entonces las dos puertas restantes sí tendrían la misma probabilidad de contener el coche. Es necesario tener en cuenta la situación en como se dan las cosas.

## Causas del error
La revelación de la puerta con cabra elimina el 1/3 de las posibilidades correspondientes a cuando dicha opción podría contener el premio, lo que intuitivamente hace pensar que las posibilidades restantes son el 1/3 original de la puerta elegida, y el 1/3 original de la otra que el presentador mantuvo cerrada. Cada uno de esos 1/3's originales representaría 1/2 con respecto al subconjunto restante.
Sin embargo, la trampa está en que la revelación también eliminó la mitad del 1/3 en el que la puerta escogida por el concursante podría ser la correcta. Por ejemplo, supongamos que el concursante había elegido la Puerta 1 y que el presentador luego reveló la Puerta 3. Sabemos que la Puerta 1 en total sería correcta 1/3 del tiempo, pero la pregunta es: ¿el presentador va a abrir la Puerta 3 siempre que la número 1 sea la premiada? La respuesta es no; cuando la número 1 es escogida por el concursante y contiene el premio, el presentador es libre de elegir entre descartar la número 2 o la número 3, por lo que cada una tiene 1/2 chances de ser revelada en ese caso, no hay nada en las reglas que determine que deba optar por una o la otra. Por ende, la revelación de una de ellas dejó a la puerta escogida por el concursante con solo 1/3 * 1/2 = 1/6 probabilidades, no con su 1/3 original. Para que conservara su 1/3 completo tendríamos que estar seguros de que siempre que la Puerta 1 sea la correcta, el presentador va a abrir la número 3 y no la número 2.
En cambio, cuando la puerta del concursante es errónea, al presentador solo le queda una opción disponible para revelar, ya que siempre debe escoger una errónea de entre las que el concursante no eligió. Por ende, la otra puerta que permanece cerrada conserva su 1/3 original después de la revelación, dado que en ese 1/3 solo una revelación podía ocurrir.
Así que la opción del concursante queda con 1/6 de probabilidad mientras que la otra permanece con su 1/3 original. Debemos escalar esas fracciones para que el total sume 1 de nuevo, ya que esas son las únicas posibilidades restantes en ese punto. Aplicando regla de tres se obtiene que el viejo 1/6 representa 1/3 actualmente, y el viejo 1/3 representa 2/3 actualmente.

### Truco de agregar una moneda
Un truco para entender esto mejor es añadir el lanzamiento de una moneda. Como el presentador puede escoger cuál de las otras dos puertas revelar cuando la del jugador es la correcta, entonces puede secretamente lanzar una moneda para decidirse, sin que el jugador vea su resultado. Por ejemplo, si el jugador escoge la Puerta 1 y ella efectivamente contiene el premio, el presentador podría revelar la número 2 cuando la moneda sale Cara, y revelar la número 3 cuando la moneda sale Cruz.
Ahora bien, recuérdese que solo queda una puerta disponible para revelar cuando la del concursante es errónea, de modo que en esos casos el presentador debe siempre escoger la misma, ignorando el resultado de la moneda. Sin embargo, todavía lanza la moneda para despistar al concursante, aunque este no vea su resultado.
Esto nos da 3x2 = 6 casos posibles dependiendo de dónde esté asignado el Coche y el posterior resultado de la moneda. Por ejemplo:
| Caso | Ubicación del Coche | Resultado de la moneda | Cabra mostrada en |
| ---- | ------------------- | ---------------------- | ----------------- |
| 1)   | Puerta 1 (acierto)  | Cara                   | Puerta 2          |
| 2)   | Puerta 1 (acierto)  | Cruz                   | Puerta 3          |
| 3)   | Puerta 2            | Cara                   | Puerta 3          |
| 4)   | Puerta 2            | Cruz                   | Puerta 3          |
| 5)   | Puerta 3            | Cara                   | Puerta 2          |
| 6)   | Puerta 3            | Cruz                   | Puerta 2          |

La revelación de la Puerta 3 deja como únicas posibilidades los casos indicados en verde en la tabla, que son el 2), el 3) y el 4).
El concursante solo gana manteniendo su elección original si está en el caso 2), es decir, no solo tiene que apostar que el Coche fue ubicado en la Puerta 1 sino también que la moneda salió Cruz, porque de haber salido Cara el presentador habría revelado la número 2 y no la número 3.
Pero el concursante gana cambiando a la Puerta 2 tanto si está en el caso 3) como si está en el caso 4), lo cual es el doble de probable. ya que la única condición necesaria es que el Coche fuera ubicado en la Puerta 2; no importa si la moneda salió Cara o Cruz.

### Trampa con las fracciones: Reducción proporcional
En el ejemplo anterior, en el que la puerta escogida fue la número 1 y la revelación de la cabra se hizo en la número 3, podrá notarse que el caso en que se gana manteniendo la elección original es el 2), que originalmente representaba 1/6 con respecto a los seis casos originales. Es solo que él representa 1/3 con respecto a los casos restantes 2), 3) y 4) luego de la revelación. Similarmente, el 2/3 de ganar cambiando originalmente era un escenario que representaba 1/3, porque era la suma del 1/6 del caso 3) con el 1/6 del caso 4), solamente que ese 1/3 representa 2/3 con respecto a los casos restantes.
| Antes | Después |
| ----- | ------- |
| 1/6   | 1/3     |
| 1/3   | 2/3     |

Por ende, el 1/3 actual no es realmente el mismo 1/3 del principio que contaba todos los casos en que se podía haber acertado, y el 2/3 actual tampoco es el 2/3 del principio que contaba todos los casos en que se podía haber fallado. Lo que sucede es que ambos escenarios fueron reducidos proporcionalmente a la mitad, y por eso las fracciones finales son las mismas del principio.
El hecho de que las fracciones finales sean las mismas del comienzo hace pensar, a primera impresión, que los datos no fueron actualizados y que, por lo tanto, hay un error. Pero pensando en muchos otros ejemplos, podrá notarse que esa reducción proporcional es bastante común. Al hacer los planos de una edificación, todas las dimensiones son reducidas para que quepan en el plano, pero son reducidas por el mismo factor, es decir, en escala, de modo que la razón entre dos medidas es la misma que en la realidad.
Además, pensemos en un partido de fútbol, en el que cada equipo comienza con 11 jugadores, que representan 1/2 del total 22. Si durante el juego es expulsado un jugador de cada equipo, ambos quedan con 10, por lo que a pesar de que el total de jugadores en el campo se redujo a 20, cada equipo todavía cuenta con 1/2 de ellos. Esto sucede porque cada equipo perdió 1/11 de sus jugadores, es decir, fueron reducidos por el mismo factor.
La lección de esto es que el hecho de que la razón entre dos medidas no haya cambiado no es condición suficiente para determinar que no hubo actualización en los datos. Las cantidades pueden cambiar, aunque el resultado de la división entre ambas continúe siendo el mismo. En probabilidad, cuando la realización de un evento aleatorio no influye en la probabilidad de otro, se dice que ambos son independientes.

## Explicación matemática
Si utilizamos como ejemplo el concurso de las tres puertas y la cabra, el problema se visualiza así:
Se puede explicar fácilmente con una simple ecuación matemática, donde hay que saber el número total de puertas, cuántas se eligen al principio y en cuántas se ha enseñado que no está el coche.

{\displaystyle P[A]=100\times {\frac {n+l}{t}}\%}

donde:
{\displaystyle P\left[A\right],} es la probabilidad de abrir la puerta tras la cual está el coche.
{\displaystyle n,} es el número de puertas elegidas al principio.
{\displaystyle l,} es el número de puertas en las que se ha enseñado que dentro no hay nada.
{\displaystyle t,} es el número total de puertas.

Se tiene que cumplir que {\displaystyle t} sea un número entero (las puertas no se pueden partir),  {\displaystyle t\geq n+l} y {\displaystyle t\geq 1}.
Si {\displaystyle t=n+l} las probabilidades de abrir la puerta que contenga el coche son del {\displaystyle 100\%}.

### Ejemplo con tres puertas
Si tenemos tres puertas({\displaystyle p_{1},p_{2},...p_{t};t={\text{número total de puertas}}=3}), y de ellas se ha elegido una puerta (digamos {\displaystyle p_{1}}), entonces hay {\displaystyle P\left[A\right]} probabilidades de elegir la puerta que contenga el coche, siendo:)
{\displaystyle {\begin{aligned}n&=1\\l&=0\\t&=3\end{aligned}}}
La probabilidad sería:

{\displaystyle {\begin{aligned}P[A]&=100\times {\frac {n+l}{t}}\\&=100\times {\frac {1+0}{3}}\\&=100\times {\frac {1}{3}}\\&=33,3\dots \%\end{aligned}}}

Tiene sentido porque si se elige una puerta ({\displaystyle p_{1}}) entre un conjunto de puertas ({\displaystyle p_{1},p_{2},...p_{t};t={\text{número total de puertas}}=3}), hay una probabilidad del {\displaystyle ^{1}/_{3}=33\%} de abrir la puerta que contiene el coche.
Pero si se enseña una puerta ({\displaystyle l=1}) las probabilidades de abrir la puerta que contiene el coche se agrandarían.
Siendo:
{\displaystyle {\begin{aligned}n&=1\\l&=1\\t&=3\end{aligned}}}

La probabilidad de abrir la puerta que contenga el coche sería:

{\displaystyle {\begin{aligned}P[A]&=100\times {\frac {n+l}{t}}\\&=100\times {\frac {1+1}{3}}\\&=100\times {\frac {2}{3}}\\&=66,6\dots \%\end{aligned}}}

### Ejemplo con 100 puertas
Si tenemos 100 puertas ({\displaystyle p_{1},p_{2},...p_{t};t={\text{número total de puertas}}=100}), y de ellas se ha elegido una puerta (digamos {\displaystyle p_{1}}), entonces hay {\displaystyle P\left[A\right]} probabilidades de elegir la puerta que contiene el coche, siendo:
{\displaystyle {\begin{aligned}n&=1\\l&=0\\t&=100\end{aligned}}}

La probabilidad de abrir la puerta que contiene el coche sería:

{\displaystyle {\begin{aligned}P[A]&=100\times {\frac {n+l}{t}}\\&=100\times {\frac {1+0}{100}}\\&=100\times {\frac {1}{100}}\\&=1\%\end{aligned}}}

Pero si se enseñan 98 puertas ({\displaystyle l=98}) las probabilidades de acertar la puerta se agrandan (solo quedan dos puertas cerradas, la que se ha elegido y la que han dejado cerrada. 98 puertas están abiertas y sabemos que dentro no está el coche).
Siendo:
{\displaystyle {\begin{aligned}n&=1\\l&=98\\t&=100\end{aligned}}}

La probabilidad de abrir la puerta que dentro contiene el coche sería:

{\displaystyle {\begin{aligned}P[A]&=100\times {\frac {n+l}{t}}\\&=100\times {\frac {1+98}{100}}\\&=100\times {\frac {99}{100}}\\&=99\%\end{aligned}}}

## Explicaciones alternativas

### El problema con las 100 puertas
Una forma más clara de verlo es replantear el problema. Si en lugar de haber solo tres puertas hubiese 100, y tras la elección original el presentador abriese 98 de las restantes para mostrar que tras de ellas hay cabras. Si no cambiase su elección, ganaría el coche solo si lo ha escogido originalmente (1 de cada 100 veces); mientras que si la cambia siempre, ganaría cada vez que no lo haya escogido originalmente, o sea, 99 de cada 100 veces. Si en un juego particular la puerta correcta fuese la 30, por poner un ejemplo, tenemos los siguientes casos:    
1- El concursante elige la puerta 1. El presentador revela todas menos la 1 y la 30. Se gana cambiando.
2- El concursante elige la puerta 2. El presentador revela todas menos la 2 y la 30. Se gana cambiando.
3- El concursante elige la puerta 3. El presentador revela todas menos la 3 y la 30. Se gana cambiando.
    

...
98- El concursante elige la puerta 98. El presentador revela todas menos la 98 y la 30. Se gana cambiando.
99- El concursante elige la puerta 99. El presentador revela todas menos la 99 y la 30. Se gana cambiando.
100- El concursante elige la puerta 100. El presentador revela todas menos la 100 y la 30. Se gana cambiando.
La única manera de ganar manteniendo la elección inicial es si al principio el concursante eligió la puerta 30. Esto es, debe haber acertado la correcta teniendo 100 posibilidades.

### Imaginar que el presentador es otro concursante
Dado que desde el punto de vista del presentador, seleccionar la puerta que debe abrir entre las dos restantes es lo mismo que seleccionar la puerta que no debe abrir, a éste puede imaginársele como otro concursante y la puerta que deja cerrada es su elección. A diferencia del primer participante, él tiene la ventaja de conocer el contenido de cada una de las puertas. Si fuera el primero en escoger, sería libre de elegir siempre la puerta del coche, por lo que podría ganarlo el 100% de las veces. Pero tiene el inconveniente de que otro concursante va a seleccionar primero, y luego él tiene que escoger una que no haya sido la puerta del primero. Si el primer concursante elige la puerta del coche, lo cual ocurre 1/3 de las veces, el presentador solo podrá escoger una puerta con una cabra, pero si el primero falla, lo cual ocurre en los 2/3 restantes, el presentador ganará.
Decidir cambiar es equivalente a apostar porque ganó el presentador, es decir, por el concursante que conocía los contenidos, y decidir no cambiar es equivalente a apostar por el concursante que hizo una selección al azar. Un concursante tiene ventaja sobre el otro. De este modo, se aprecia que la segunda elección en el problema de Monty Hall no es una decisión aleatoria entre dos puertas indistinguibles, en cuyo caso las probabilidades sí serían de 1/2. En este caso tenemos dos posiciones bien diferenciadas: puerta de cambiar y puerta de no cambiar. El hecho de que el coche se encuentre en una o en otra depende de dos eventos con distinta probabilidad. Estará en la puerta de no cambiar si y solo si al principio se acertó (1/3), y estará en la otra si y solo si al principio se falló (2/3).

### Una explicación gráfica
Por si no se ve claro, aquí va una explicación gráfica: Tenemos tres cajas:
([?]) vs ([?][?]) ahora hay dos grupos: la caja que se escogió (con probabilidad 1/3 y el grupo de las otras dos cajas (con probabilidad 2/3).
([?]) vs ([?][?]) = 1/3 vs (1/3,1/3)
Se descubre una cabra del grupo de las dos cajas.
([?]) vs ([B][?]) = x vs (0,1-x)

¿Dónde es más probable que se encuentre el premio? ¿en la caja escogida o entre las otras dos (aunque una esté descubierta)?
Evidentemente es más probable que esté entre las otras dos.
Comprobémoslo con seis cajas (cinco contienen cabra y una premio):
([?][?][?][?][?][?]) antes de empezar hay una probabilidad de 1/6 de encontrar el premio dentro del grupo.
Elijo la primera (o cualquier otra).
([?]) vs ([?][?][?][?][?]) ahora hay dos grupos: la caja que se escogió (con probabilidad de 1/6 y el grupo de las otras cinco cajas (con probabilidad 5/6).
Preguntémonos en este punto: ¿dónde es más probable que esté el premio; en la caja elegida (1/6) o entre las cinco restantes (5/6)?
Se descubren cuatro cabras.
([?]) vs ([B][B][?][B][B])=1/6 vs 5/6.
Otra vez la misma pregunta: ¿dónde es más probable que esté el premio, en la caja escogida o entre las otras 5?
La respuesta sigue siendo la misma porque la única puerta cerrada de las cinco originales no seleccionadas mantiene la probabilidad de todo el conjunto de puertas no elegidas.

## Otra explicación gráfica e intuitiva: sobres y cajas
El presentador muestra al concursante tres sobres y dos cajas vacías, la caja número 1 y la caja número 2. Únicamente uno de los sobres contiene un premio. A continuación pide al concursante que escoja uno de los sobres y lo introduzca en la caja número 1. Los otros dos los guarda en la caja número 2. Entrega la caja número 1 al concursante (con el sobre elegido), y aparta la caja número 2 (con los dos sobres restantes). Si en ese momento le diera al concursante la opción de cambiar de caja, la respuesta sería obvia, pero la elección ya está hecha. Sin embargo, sorprendentemente, da al concursante la oportunidad de cambiar la caja 1 por la 2, con la condición de que antes de entregársela le deje sacar de ella un sobre NO PREMIADO (para qué lo quiere) y dejar el otro. Es evidente que nada relevante ha cambiado en el contenido de las cajas, y el concursante debería aceptar encantado la oferta y quedarse finalmente con la caja número 2, que no ha perdido valor.
La caja número 1 (con un sobre) tenía y sigue teniendo una probabilidad de 1/3 de resultar premiada, y la probabilidad de caja número 2 (con dos sobres) era, y sigue siendo, de 2/3, porque el hecho de retirar un sobre sin premio (y por tanto, sin ningún valor) no cambia nada.

## Cultura popular
En el capítulo 200 (9x18) de la temporada 9 de la serie Los cazadores de mitos titulado "La rueda de la mitofortuna" estudian el problema de Monty Hall.
En un episodio de la serie Friends, Chandler Bing hace referencia a Monty Hall en la cena previa a la boda de Ross Geller y Emily Waltham, cuando hace lo que él llama un "brindicito".
En el capítulo 101 del libro El curioso incidente del perro a medianoche (2003), Christopher recurre al problema de Monty Hall para demostrar que la intuición puede hacer que nos equivoquemos, mientras que la lógica puede ayudarnos a deducir la respuesta correcta.
En la película 21 blackjack (2008), durante una clase de matemática avanzada, el profesor Mickey Rosa (Kevin Spacey) desafía a Ben Campbell (Jim Sturgess) a que descifre un problema acerca de tres puertas con cambios variables (problema de Monty Hall); éste lo resuelve con éxito.
También se describe esta paradoja en el capítulo 15 de la novela Operación Dulce, de Ian McEwan.
En el episodio octavo de la cuarta temporada de Brooklyn Nine-Nine, los personajes también tienen que resolver esta paradoja.
En el capítulo 4 de la segunda temporada de The Hollow, los participantes deben resolver el problema para avanzar.
El capítulo 4 de la primera temporada de la serie D. P.: El cazadesertores se titula «El problema de Monty Hall», y la paradoja se emplea para ilustrar el razonamiento detrás de las decisiones de un personaje y el hilo conductor del relato.